# たつな会
たつな会は、日本舞踊を愛する人達、舞踊家を志す人達によって、昭和42年1月に発足した、日本舞踊を主とした公演を行っている団体。

## 解説
「たつな」の意味には「（自分の）名を立てる」、「（お客様が）席を立たない」の意味が込められ、名取レベルの実力を持つ者であれば、流派を問わず会員となることができ、出演できる。
これまでの出演者は、若柳吉美、西川妙（真古都多栄）、中村福翁、藤間泉千代、真古都謙栄、若柳恵舟、飯冨喜美子、桜本正子、若柳吉美恵、若柳桂彩、花柳寿院、真古都直栄、西川勝豊・川辺家惠子、杵屋六久美・杵屋勝代・柏庄英・和泉龍松・和泉錦弦・川崎央童・月居茉莉子、藤間惠蔵、中村陽子、若柳まゆ美、花柳瀧眞、真古都久栄　若柳華駒、若柳和代、真古都芳栄、山﨑道子、東山夢豊、藤間泉千代、藤間要成、村岡次栄、若柳多栄寿・藤間享幸嘉、水木歌千昌、藤間凰華、藤間悠愛、花柳真寿輔、斎藤ケイ子、舟木和子、山田耕平、中条琴絵など。その中からは家元となる者、海外で公演する者、東京新聞主催の推薦名流舞踊大会や女流名家舞踊大会に出演する者など数多く、日本舞踊家の研修の場ともなっている。

## 日本橋劇場での「たつな会」主催の公演
- 第418回  2005.10.8 島の千才・松島・おまつり・らせん・屋敷娘・雁金・新曲浦島・官女・青海波・高尾さんげ・俄獅子
- 第419回  2005.12.16  鶴亀・新曲浦島・廓八景・若葉に・菊の盃・越後獅子・新鹿の子
- 第420回  2006.3.17  卯の花・春秋・都風流・独楽・蓬莱・ゆたか（豊）・水仙丹前
- 第421回  2006.5.16  寿・夢・俄獅子・四君子・四季の山姥・元禄花見踊
- 第422回  2006.7.12  落葉の踊り・朝顔売り・浦島・屋敷娘・汐汲・日本のわらべ唄（お江戸日本橋など）
- 若柳吉美を偲ぶ会  2006.10.12  島の千歳・青海波・俄獅子・恋夫砧・風流船揃・岸の柳・花姿・賤の小田巻・
- 新曲浦島・廓八景・申酉・娘道成寺抄
- 第423回  2007.3.20  梅の栄・舞妓・金谷丹前・都踊・藤娘・助六・多摩川
- 第424回  2007.8.8  小曲集（黒田節・吉野山・屋敷娘・越後獅子・ソーラン節・日本橋から・五郎）・山姥・菖蒲浴衣・嵯峨の秋・団扇売り・河水・夕月船頭・高尾さんげ・都風流
- 第425回  2007.11.22  晒三番叟・屋敷娘・外記猿・鐘の岬・玉屋・藤娘
- 第426回  2008.3.25  万歳・都風流・北海民謡調・まかしょ・惜しむ春・岸の柳・北洲
- 第427回  2008.8.1 小曲集（黒田節・五郎・河水・菊づくし・涼み舟・うちわ売り・ 粋・天竜しぶき）・雁金・水仙丹前・お夏・越後獅子
- 第428回  2008.11.20  島の千歳・閨の扇・新曲浦島・鳥のように・四季の山姥・扇獅子
- 第429回  2009.3.23  北洲・汐汲・月下美人・山姥・雨の五郎・鏡獅子(弥生の巻)
- 第430回  2009.8.11  千代の友鶴・小曲集（高砂・藤音頭・酒）・多摩川・梅の栄・藤娘・八島・お祭り
- 第431回  2009.12.10  七福神・万才・傀儡師・二人椀久・俄獅子
- 第432回  2010.3.17  老松・小品二題（あやめ売り・涼み船）・君が代松竹梅・だちゅら・民謡組曲・子守・茶音頭・廓八景・道成寺抄（道行より）
- 第433回  2010.8.2  卯の花・五色の糸・風・手習子・風流船揃・鐘の岬
- 第434回  2010.12.2  春日三番叟・神田祭・まかしょ・鷺娘・屋敷娘
- 若柳吉美七回忌追善の会  2011.6.33  青海波・黒髪・老松・都鳥・越後獅子・菖蒲浴衣・浅妻船・万才・菊の露・娘道成寺抄
- 第435回  2011.11.25  山姥・俄獅子・菊の盃・禿・都風流・老松
- 第436回  2012.5.31  七福神・地唄二題（鶴・仇な笑顔）・官女・小曲三題（柳の雨・六段くずし・たけくらべ）・雪・保名・菖蒲浴衣・松廼羽衣
- 第437回  2012.11.88  山姥・水仙丹前・鐘の岬・お祭り・茶音頭・藤娘
- 第438回  2013.7.11  島の千歳・流しの枝・春の調べ・風流船揃・茶音頭・年増・鷺娘・老松
- 第439回  2013.11.28  新曲浦島・万歳・松・月の光・玉屋・元禄花見踊・おまつり
- 第440回  2014.5.15  松の緑・恋ほたる・新鹿の子・玉屋・五色の糸・文売り・獅子の乱曲・賤の苧環
- 第441回  2014.10.30  新曲浦島・俄獅子・傀儡師・道成寺抄（道行より）・水仙丹前
- 第442回   2015.5.29  万歳・青海波・官女・廓八景・藤・黒髪・藤娘[6]
- 第443回  2015.10.29  新曲浦島・多摩川・あやめ・未来花・旅路・文売り・恋夫砧・俄獅子
- 第444回  2016.5.27  北洲・五色の糸・鐘の岬・涼み舟・元禄花見踊・お夏・助六[7]
- 第445回  2016.11.4  菊の盃・都風流・青海波・廓八景・山姥・金谷丹前・年増[8]
- 第446回  2017.5.26  松島・山姥・菖蒲浴衣・藤娘・雪月花・閨の扇・俄獅子[9]
- 第447回  2017.11.30  老松・風流船揃・屋敷娘・八島・水仙丹前・廓八景・現在道成寺[10]
- 第448回  2018.5.31  梅の栄・青海波・金谷丹前・お祭り・浦島・手習子・巽八景
- 第449回  2018.11.16  四君子・越後獅子・藤娘・雨の五郎・鐘の岬・まかしょ・汐汲・八島[11]
- 第450回  2019.5.30  千代のためし・多摩川・萬歳・手習子・俄獅子・流星・高尾さんげ・鏡獅子(弥生の巻)[12]
- 第451回  2019.111.21  松の緑・菊の盃・松の三番叟・廓八景・松島・子守・新曲浦島・娘道成寺抄（道行より）[13]
- ＜コロナ禍により休演＞
- 第452回  2022.5.12  小曲集（梅にも春・岸の柳・寿）・英執着獅子・ 外記節猿・汐汲・鷺娘・娘道成寺抄
- 第453回  2022.11.18  青海波・玉屋・二人椀久・梅の春・藤娘[14]
- 第454回   2023.11.2  萬歳・手習子・雪傾城・三つ面子守・俄獅子[15]
- 第455回   2024.5.23  外記猿・藤娘・田舎巫女・高尾さんげ・お祭り[16]
- 第456回　2024.10.8 花がたみ・鐘の岬・菖蒲浴衣・玉屋・老松・神田祭・屋敷娘（日本橋劇場改修工事のため、深川江戸資料館にて開催）
- 第457回　2025.4.22 老松・多摩川・黒田節・七福神・六段の調べ・祝いの曲・千代のためし・廓八景・七夕・藤娘（深川江戸資料館にて開催）東京都江東区後援（６江地文１５２８号）